# Истимбей (форт)
Истимбей (на гръцки: Οχυρό Ιστίμπεη) е гръцко военно укрепление, форт, от Втората световна война, част от Линията „Метаксас“, разположено на връх Белия камък (на турски Истимбей или Истинбей) в планината Беласица, над село Ветрен (Нео Петрици), до границата с България. Фортът е превърнат в музей.

## История
На 6 и 7 април 1941 година Истимбей в Битката при Линията „Метаксас“ заедно с някои от другите фортове от линията задържа настъплението на германските войски към Гърция. В памет на тази героична съпротива в 1991 година при Истимбей Пангръцката асоциация на бойците и Приятелите на крепостите в Македония и Тракия финансират изграждането на малък музей. Музеят излага огнестрелни оръжия (пушки, револвери, пистолети и картечници), принадлежащи на гръцката и германската армия, въоръжени униформи от онова време, различни лични вещи на защитниците на форта, както и карта, представяща битката при фортовете. По време на посещения се показва филм, който разказва историята на битката при Истимбей.